# Anton Mitryushkin
Anton Vladimirovich Mitryushkin (en ruso Митрюшкин Антон Владимирович, nacido en Krasnoyarsk, Krai de Krasnoyarsk, Rusia, el 8 de febrero de 1996) es un futbolista ruso que juega de portero en el F. C. Lokomotiv Moscú de la Liga Premier de Rusia.
En el año 2013 disputó el Europeo de Eslovaquia 2013 Sub-17 con la selección rusa que se proclamaría campeón y ganó el premio Golden Player al mejor jugador del torneo. 
Esto metió a Mitryushkin en un club exclusivo de antiguos ganadores, como Toni Kroos, Wayne Rooney, Cesc Fàbregas, Mario Götze, Max Meyer, Miguel Veloso y Nuri Şahin, entre otros.

## Trayectoria

### Spartak Moscú
Antes de unirse a un equipo en sí, a los 13 años, en 2009, se une al centro de formación de Rostov donde empieza a entrenarse. En el año 2010 a la edad de 14 años es fichado por el Spartak Moscú. 
En el año 2010 se unió a este equipo, pero no fue hasta el 8 de marzo de 2014 que debutó, y lo hizo en un partido de la Liga Premier de Rusia contra el FC Terek Grozny. En su temporada con el Spartak jugó varios partidos amistosos y competiciones internacionales importantes con las selecciones rusas sub-16, sub-17 y sub-19 al mando de Dmitri Khomukha, entrenador del equipo en esos momentos. Los más destacados son los campeonatos de Europa sub-17 y sub-19. 
En el europeo sub-17, disputado en Eslovaquia, el equipo llegó a la final tras haberse enfrentado en la semifinal con Suecia (1-0). En la final tras haberse completado los 90 minutos más la prórroga, llegaron a la tanda de penaltis donde Mitryushkin paró tres (0-0; 4-5) que dejó a las puertas de la victoria a la selección italiana. Esta victoria los mandó al mundial de EAU de 2013, donde tras haber pasado la fase de clasificación sólo pudo llegar a octavos de final.
En el europeo sub-19, llevado a cabo en Grecia, anfitriona de este torneo, los rusos también llegaron a la final. Pero no pudieron alzarse con la copa, pues tras haber superado a Grecia (4-0) se encontraron en la fase final con los españoles.
Después de estos dos torneos en los que la selección solo se le ha vuelto a ver jugando partidos amistosos, e incluso algún partido para la clasificación del campeonato de Europa sub-21
El Spartak lo cedió al FC Sion por una cantidad aproximada de 380 000 €.

### FC Sion
El 2 de febrero de 2016 fue cedido al FC Sion de la Superliga de Suiza.